# Robert Cogoi
Robert Cogoi, nom de scène de Mirco Kogoj, est un auteur, compositeur, interprète belge né le 25 octobre 1939 à Châtelet (province de Hainaut) et mort le 14 mai 2022 à Lobbes (province de Hainaut),,,.

## Biographie
Né de parents slovènes, il suit des études de technicien électromécanicien à l'Université du Travail de Charleroi.
Il prend son pseudonyme, Robert Cogoi, le 22 avril 1962 au Casino-Kursaal d'Ostende, pour le Prix international des variétés qu'il gagne avec la chanson Si un jour. Robert Cogoi est aussitôt engagé par la maison de disques Philips et par Radio Luxembourg.
En 1963, il se présente en vedette à la finale de ce même prix, il y reçoit son premier disque d'or pour les 100 000 exemplaires vendus de Si un jour. Il enchaîne les tubes : Je serais mieux chez moi, Je m'sens très seul (tube flamand de Will Tura) ou Prends ma guitare.
En 1964, Robert Cogoi représente la Belgique au Concours Eurovision de la chanson à Copenhague. Sa chanson Près de ma rivière devient aussi disque d'or.
Au début des années 2000, reconnu par ses pairs comme un digne représentant, il est nommé administrateur au conseil d'administration de la SABAM, sous la gestion de Paul Louka administrateur délégué.

## Discographie

### Singles
- Si un jour (1962)
- Pardonnez-moi Seigneur (1962)
- Je m'sens très seul (1963)
- Tu mens, mon amour (1963)
- Je fais serment (1963)
- Dou, dou, dou, doux (1963)
- Quand le soleil dit bonjour aux montagnes (1964)
- Près de ma rivière (1964)
- Quand le jour se lève (1964)
- Quand (1964)
- Pas une place pour me garer (1966)
- J'avais besoin de parler à quelqu'un (1966)
- La télé (1966)
- Pas une place pour me garer (1966)
- Pour le meilleur et pour le pire (1967)
- Je te demande pardon (1967)
- L'église (1967)
- El bandido (1967)
- Gina (1968)
- Mon île aux cocotiers (1968)
- Au four et au moulin (1969)
- Ma richesse (1969)

### EP
- Si un jour (1962)
- Je m'sens très seul (1963)
- Je serais mieux chez moi (1963)
- Dou, dou, dou, doux (1963)
- Près de ma rivière (1964)
- Non, rien n'a changé (1964)
- Quand le soleil dit bonjour aux montagnes (1964)
- Attendez, attendez (1965)
- Ça se voit sur ton visage (1965)
- 8h, 11h10’, 15h23’ (1966)
- J'avais besoin de parler à quelqu'un (1966)
- La télé (1966)
- Monica (1967)
- Je te demande pardon (1967)

### Albums
- Je serais mieux chez moi… (1963)
- Personne… (1964)
- Les grands succès de Robert Cogoi (1964)
- Je m'sens très seul (1964)
- Robert Cogoi (1967)

## Décoration
- Officier de l'ordre de la Couronne (2004)[5].